# Kurixalus verrucosus
Espèce
Synonymes
- Rhacophorus verrucosus Boulenger, 1893

Statut de conservation UICN

 LC  : Préoccupation mineure
Kurixalus verrucosus est une espèce d'amphibiens de la famille des Rhacophoridae.

## Répartition
Cette espèce se rencontre en Birmanie, en Thaïlande, au Viêt Nam et dans le sud de la Chine.

## Publication originale
- Boulenger, 1893 : Concluding report on the reptiles and batrachians obtained in Burma by Signor L. Fea, dealing with the collection made in Pegu and the Karin Hills in 1887–88. Annali del Museo Civico di Storia Naturale di Genova, ser. 2, vol. 13, p. 304–347 (texte intégral).